# Maram Mahmoud Ahmed
Maram Mahmoud Ahmed (* 7. Februar 2002) ist eine ägyptische Leichtathletin, die sich auf den Sprint spezialisiert hat.

## Sportliche Laufbahn
Erste internationale Erfahrungen sammelte Maram Mahmoud Ahmed im Jahr 2018, als sie bei den Arabischen U20-Meisterschaften in Amman in 12,52 s die Silbermedaille im 100-Meter-Lauf gewann. Anschließend wurde sie bei den Afrikanischen Jugendspielen in Algier über 100 Meter disqualifiziert. Im Jahr darauf gewann sie bei den Arabischen Meisterschaften in Kairo mit der ägyptischen 4-mal-100-Meter-Staffel in 46,85 s die Silbermedaille hinter dem bahrainischen Team. Anschließend schied sie bei den U18-Südamerikameisterschaften in Abidjan mit 12,36 s und 25,71 s jeweils in der ersten Runde über 100 und 200 Meter aus. Daraufhin belegte sie bei den Arabischen U18-Meisterschaften in Radès in 12,53 s den vierten Platz über 100 Meter und gewann in 25,71 s die Silbermedaille im 200-Meter-Lauf. 2021 belegte sie bei den Arabischen Meisterschaften ebendort mit 12,03 s den vierten Platz über 100 Meter und anschließend schied sie bei den U20-Weltmeisterschaften in Nairobi mit 24,78 s in der ersten Runde über 200 Meter aus. 2023 siegte sie in 11,97 s und gewann über 200 Meter in 24,83 s die Silbermedaille bei den Arabischen U23-Meisterschaften in Radès. Zudem siegte sie dort in 47,81 s im Staffelbewerb. Anschließend belegte sie bei den Arabischen Meisterschaften in Marrakesch in 24,88 s den fünften Platz über 200 Meter. Im Jahr darauf gewann sie bei den U23-Mittelmeer-Meisterschaften in Ismailia in 11,70 s die Silbermedaille über 100 Meter hinter der San-Marineserin Alessandra Gasparelli und gewann über 200 Meter in 24,14 s die Bronzemedaille hinter der Französin Paméra Losange und Sıla Koloğlu aus der Türkei. Daraufhin siegte sie bei den Arabischen U23-Meisterschaften ebendort in 11,58 s über 100 Meter und gewann über 200 Meter in 24,10 s die Bronzemedaille. 2025 gewann sie bei den Arabischen Meisterschaften in Oran in 11,71 s und 23,95 s jeweils die Silbermedaille über 100 und 200 Meter hinter ihrer Landsfrau Bassant Hemida und gewann auch im Staffelbewerb in 47,89 s die Silbermedaille hinter dem algerischen Team.
2024 wurde Ahmed ägyptische Meisterin im 100- und 200-Meter-Lauf sowie in der 4-mal-100-Meter-Staffel.

## Persönliche Bestzeiten
- 100 Meter: 11,69 s (+0,8 m/s), 28. Juni 2024 in Ismailia
- 200 Meter: 23,95 s (+2,0 m/s), 4. Mai 2025 in Oran